# Senpai
Senpai (japanisch 先輩; nach der veralteten, nicht revidierten Hepburn-Umschrift auch Sempai) ist der japanische Begriff für jemanden, der länger bei einer Organisation ist als man selbst. Dies hat Vorrang vor dem Lebensalter: Ein 20-Jähriger, der im zweiten Jahr in einer Firma arbeitet, ist der Senpai eines 30-Jährigen, der gerade anfängt. Das Gegenteil von Senpai ist Kōhai. Diese Begriffe werden überall verwendet, wo Japaner in hierarchischen Gruppen zusammenkommen, also in der Schule, an der Universität, innerhalb der Abteilung einer Firma und im Sportverein.

## Senpai-Kōhai-Beziehung
Die Senpai-Kōhai-Beziehung ist eine Anwendung der konfuzianischen Fünf menschlichen Elementarbeziehungen (chinesisch 五倫 / 五伦, Pinyin wǔlún) auf die oben genannten Bereiche und überträgt dem Senpai die Aufgabe, ähnlich wie unter Geschwistern, den Kōhai anzuleiten, gegebenenfalls in Schutz zu nehmen und sich um sein Wohl zu kümmern. Den Neulingen gibt er Orientierung und Ratschläge, übt eine Vorbildfunktion aus und übernimmt Verantwortung für seinen oder seine Kōhai. 
Ein Kōhai kann von seinem Senpai erwarten, dass er bezahlt, wenn man gemeinsam trinken geht. Der Kōhai kann sich auf die Hilfe des Senpai verlassen, dem er Respekt und einen gewissen Gehorsam schuldig ist. In Sportvereinen zum Beispiel – nach wie vor auch in traditionellen AGs an Universitäten – übernehmen Kōhai die Aufräumarbeiten, die ihnen die Senpai delegieren.
Die Senpai-Kōhai-Beziehung birgt zwar das Risiko zum Missbrauch und kann dann zum Beispiel an Schikanierung grenzen, doch ist nicht zu übersehen, dass sie in sehr vielen Fällen positiv verbindliche und „produktive“ menschliche Beziehungen schafft.

## Senpai als Begriff in den Kampfkünsten
Im Budō bezeichnet Senpai einen Schüler, der früher mit der Ausbildung angefangen hat. Das Wort beschreibt eine subjektive Perspektive: Mitschüler, die vor dem Schüler ihre Ausbildung begonnen haben, werden von diesem mit Senpai bezeichnet, jüngere dagegen mit Kōhai (後輩). Schlussendlich werden Schüler, die gleichzeitig mit ihm begannen, als Dōhai (同輩) bezeichnet.
Ein Senpai hat im Budō eine gewisse Vorbildfunktion und sollte den jüngeren Mitschülern immer mit Rat und Tat zur Seite stehen, sich ihnen aber auch nie aufdrängen.

## Anrede
Die Bezeichnung wird etwa ab der Mittelschule als Anrede verwendet. Anders als bei den meisten anderen japanischen Anreden üblich, wird meist nur das Wort Senpai selbst verwendet (wie auch Sensei), seltener eine Kombination aus Name + Senpai. Je nach Vertrautheitsgrad kann Senpai mit Vor- oder Nachname kombiniert sein, jedoch wird in der Regel der Nachname verwendet, da es sich dem Prinzip nach um eine respektvolle Anrede handelt.
Auch außerhalb Japans ist die Nutzung des Begriffs Senpai im Kampfkunstbereich gebräuchlich.